# قرار مجلس الأمن التابع للأمم المتحدة رقم 1644
تم اعتماد قرار مجلس الأمن التابع للأمم المتحدة رقم 1644 بالإجماع في 15 ديسمبر 2005، بعد تأكيد المجلس على قراراته رقم 1373 للعام 2001 ورقم 1566 للعام 2004 ورقم 1595 ورقم 1636 للعام 2005، طالب المجلس سوريا بالاستجابة للتحقيق الذي تجريه لجنة التحقيق الدولية المستقلة التابعة للأمم المتحدة (UNIIIC) بخصوص اغتيال رئيس وزراء لبنان الأسبق رفيق الحريري ومدد التحقيق لغاية 15 حزيران / يونيو 2006.